# (11959) Okunokeno
(11959) Okunokeno est un astéroïde de la ceinture principale.

## Description
(11959) Okunokeno est un astéroïde de la ceinture principale. Il fut découvert le 13 avril 1994 à Kitami par Kin Endate et Kazuro Watanabe. Il présente une orbite caractérisée par un demi-grand axe de 2,65 UA, une excentricité de 0,15 et une inclinaison de 13,3° par rapport à l'écliptique.

## Compléments